# Церква Святого Івана Хрестителя (Пастуше)
Це́рква Свято́го Іва́на Хрести́теля в Пастушому — парафія і храм Чортківського деканату Тернопільсько-Бучацької єпархії Православної церкви України в селі Пастуше Чортківського району Тернопільської области.

## Історія церкви

Дзвіниця

Історія парафії та будівництва храму в селі Пастуше
У 1992 році освятили наріжний камінь під будівництво храму. Архітектором проєкту був Богдан Дудяк.
У 1994 році парафіяни розпочали будівництво церкви Івана Хрестителя, а богослужіння тимчасово проводили в капличці, збудованій того ж року. У 2011 році храм перекрили, а у 2014 році його освятили.
10 січня 2016 року в храмі відбувся перший районний фестиваль Лемківської Різдвяної коляди, під час якого парафію відвідав єпископ Тернопільський і Хмельницький Мстислав.
14 травня 2010 року було зареєстровано статус православної громади. Зрештою, 15 грудня 2018 року храм і парафія перейшли до ПЦУ.

## Парохи
| Ім'я                     | Роки | Світлини |
| ------------------------ | ---- | -------- |
| о. Анатолій Задоровський |      |          |